# Metro (België)

Logo van de Franstalige krant

Metro is een voormalige Belgische gratis krant van Mass Transit Media met een bereik van meer dan 787.700 lezers in 2019-2020. Het was de enige nationale krant met een Nederlandstalige en Franstalige editie (respectievelijk blauw en groen logo) en de derde grootste van het land. De krant verscheen op werkdagen en werd verdeeld in trein- en metrostations, op campussen en bij meer dan 500 bedrijven waaronder Lunch Garden.

## Geschiedenis
Mass Transit Media (MTM) lanceerde op 3 oktober 2000 bij de start van het academiejaar het gratis dagblad in een oplage van 16.000 exemplaren. Het medium richtte zich vooral op pendelaars en studenten en mikte op een bereik van 350.000 lezers. Onder meer met de NMBS en de MIVB werd overeengekomen om rekken te plaatsen voor de verspreiding. MTM werkte samen met Metro International, maar Metro België maakt geen deel uit van deze Zweedse mediagroep.
De redactie werd gevestigd in de Brusselse Ravensteingalerij (nummer 4) onder leiding van Luc Rademakers. Als enige Belgische krant kwam Metro op tabloid-formaat met vaak een buitenlandse kop op de voorpagina. Algemeen was er ook beduidend meer buitenlands nieuws met consequent één blad binnenland, één blad algemeen en twee bladzijden buitenlands nieuws. Inhoud en beeld van persagentschappen Belga, het Amerikaanse Associated Press en Agence France-Presse werd aangevuld met veel reclame.
In augustus 2004 stapte Rademakers onverwacht op en werd hoofdredacteur van de Gazet van Antwerpen. Zijn jonge team was verrast en pas op 1 januari 2005 werd Dirk Selleslagh gevonden als vervanger. Sinds 2005 publiceert Metro met Editions de l’Avenir de reportages van Belgodyssee, duo's laatstejaarsstudenten journalistiek – de ene Nederlandstalig, de andere Franstalig – die er tussen oktober en december op uit trekken om het andere landsgedeelte te ontdekken.
Op 28 maart 2006 werd Selleslagh als algemeen hoofdredacteur vervangen door Arnaud Dujardin, sinds 2000 nieuwsmanager van de Franstalige editie. In 2007 werd Rademakers ook hoofdredacteur van Het Belang van Limburg. Vanaf augustus 2008 liet hij bij beide dagbladen de eindredactie instaan voor het merendeel van de lay-out, in navolging van succesvolle implementatie van dit systeem bij Metro in januari 2008.
Op 29 oktober 2014 nam Dujardin ontslag waarna MTM-directrice Monique Raaffels aan de leiding kwam. Hans Cardyn bleef nieuwsmanager voor de Nederlandstalige en Jérôme Rombaux voor de Franstalige editie. In 2016 stopte Cardyn en werd vervangen door Xavier Vuylsteke de Laps. In januari 2017 gaf Raaffels de teugels door aan Stefan Van Reeth en in oktober werd nieuwsmanager Rombaux vervangen door Maité Hamouchi. Van Reeth verliet Metro begin 2023.
Op 3 januari 2020 zette Metro haar twintigste verjaardag in de verf met een nieuwe lay-out en het iets kleinere half-berlinerformaat.
Eind 2023 besliste de groep Rossel om de krant stop te zetten. Na de coronacrisis met lockdowns, en het daaropvolgend toegenomen thuiswerk, bleek de krant niet meer financieel levensvatbaar wegens onvoldoende reclame-inkomsten. De laatste gedrukte versie verschijnt op vrijdag 27 oktober 2023; de website zou doorgaan tot in januari.

### Hoofdredactie
| Periode   | Hoofdredactie    | Nieuwsmanager NL                      | Nieuwsmanager FR            |
| --------- | ---------------- | ------------------------------------- | --------------------------- |
| 2000-2004 | Luc Rademakers   |                                       | Arnaud Dujardin             |
| 2005-2006 | Dirk Selleslagh  |                                       | Arnaud Dujardin             |
| 2006-2014 | Arnaud Dujardin  |                                       |                             |
| 2014-2017 | Monique Raaffels | Hans Cardyn (tot 2016)                | Jérôme Rombaux (sinds 2009) |
| 2017-2021 | Stefan Van Reeth | Xavier Vuylsteke de Laps (sinds 2016) | Maité Hamouchi              |
| 2021-2023 | Stefan Van Reeth | Janne Vandevelde                      | Maïté Hamouchi              |

### Oplage
| Oplage print | 2007    | 2008    | 2009    | 2010    | 2011    | 2012    | 2013    | 2014    | 2015    |
| ------------ | ------- | ------- | ------- | ------- | ------- | ------- | ------- | ------- | ------- |
| NL           | 126.909 | 132.524 | 136.272 | 134.113 | 134.824 | 129.862 | 117.029 | 109.227 | 110.331 |
| FR           | 118.811 | 120.829 | 119.192 | 119.394 | 119.036 | 117.011 | 107.266 | 99.861  | 101.421 |
| Totaal       | 245.720 | 253.353 | 255.464 | 253.507 | 253.860 | 246.873 | 224.295 | 209.088 | 211.752 |